# Бишофсверда
Бишофсве́рда или Бископицы (нем. Bischofswerda; в.-луж. Biskopicy) — город в Германии, районный центр, расположен в земле Саксония. Подчинён административному округу Дрезден. Входит в состав района Баутцен. Подчиняется управлению Бишофсверда. Население составляет 12130 человек (на 31 декабря 2010 года). Занимает площадь 46,26 км². Официальный код — 14 2 72 020.

## Городские округа
В состав Бишофсверды входят вместе с собственно городом следующие коммуны:
- Бельмсдорф (Bałdrijanecy)
- Вайккерсдорф (Wukranćicy)
- Гайсмансдорф (Dźibrachćicy)
- Голдбах (Kadłobja)
- Гросдребниц (Drjewnica)
- Кинич (Kinič)
- Ной-Шёнбрун (Nowy Šumborn)
- Пиккау (Špikawy)
- Шёнбрун (Šumborn)

## Известные уроженцы
- Христиан Адольф Клоц (1738—1771) — немецкий филолог-классик.
- Карл-Фридрих Бардт (1741—1792) — немецкий богослов, проповедник и полемист эпохи Просвещения.
- Иоганн Готлиб Фихте (1762—1814) — немецкий философ, представитель немецкой классической философии.
- Оскар Эрнст Бернхардт (1875—1941) — немецкий писатель, автор произведения «В Свете Истины. Послание Грааля».